# Plateau (песня)
«Plateau» (с англ. — «Плато́») — песня выпущенная американской альтернативной рок-группой Meat Puppets на их втором альбоме Meat Puppets II.
Песня приобрела широкую известность после того, как её автор, Курт Кирквуд, исполнил её  вместе со своим братом Крисом на знаменитом акустическом концерте группы Nirvana 1993 года. Годом позже эта версия композиции была выпущена на одноимённой пластинке «Нирваны» — MTV Unplugged in New York, впоследствии ставшей лауреатом премии «Грэмми».
Британский рэпер Plan B назвал свой дебютный альбом Who Needs Actions When You Got Words, цитатой одной из строчек композиции. Также он семплировал версию этой песни с акустического концерта «Нирваны» для своего микстейпа Paint It Blacker, 2007 года.
В 2019 году группа Eggs in the Morning выпустила кавер-версию этой песни, добавив в её мелодию синтезаторы.